# Ошейкинский сельский округ
Ошейкинский сельский округ — упразднённая административно-территориальная единица, существовавшая на территории Лотошинского района Московской области в 1994—2006 годах.
Ошейкинский сельсовет был образован в первые годы советской власти. По данным 1921 года он входил в состав Ошейкинской волости Волоколамского уезда Московской губернии.
По данным 1926 года в состав сельсовета входили 3 населённых пункта — Большое Ошейкино, Малое Ошейкино и Ново-Никольское.
В 1929 году Ошейкинский с/с был отнесён к Лотошинскому району Московского округа Московской области. При этом к нему был присоединён Бородинский с/с.
28 декабря 1951 года из Егорьевского с/с в Ошейкинский были переданы селения Грибаново, Дор, Егорье и Матюшкино. Одновременно из Степаньковского с/с в Ошейкинский было передано селение Глазково.
14 июня 1954 года к Ошейкинскому с/с были присоединены Власовский и Кушеловский с/с.
5 ноября 1959 года из Ошейкинского с/с в Узоровский были переданы селения Борки, Власово и Кузяево.
1 февраля 1963 года Лотошинский район был упразднён и Ошейкинский с/с вошёл в Волоколамский укрупнённый сельский район.
11 января 1965 года Лотошинский район был восстановлен и Ошейкинский с/с вновь вошёл в его состав.
1 апреля 1966 года из Узоровского с/с в Ошейкинский был передан посёлок рыбхоза.
21 января 1975 года к Ошейкинскому с/с был присоединён Клусовский с/с (селения Званово, Котляково, Мармыли, Рахново и Теребетово). Одновременно в Ошейкинском с/с были упразднены селения Матюшкино и Никольское.
30 мая 1978 года в Ошейкинском с/с было упразднено селение Заречье.
3 февраля 1994 года Ошейкинский с/с был преобразован в Ошейкинский сельский округ.
21 декабря 1999 года посёлок рыбхоза «Лотошинский» был переименован в посёлок Большая Сестра.
В ходе муниципальной реформы 2005 года Ошейкинский сельский округ прекратил своё существование как муниципальная единица, а его территория в полном составе была передана в сельское поселение Ошейкинское.
29 ноября 2006 года Ошейкинский сельский округ исключён из учётных данных административно-территориальных и территориальных единиц Московской области.